# نیروهای دفاع سرزمینی اوکراین
نیروهای دفاع سرزمینی اوکراین (انگلیسی: Territorial Defence Forces) بخش نیروی ذخیره نظامی پیاده‌نظام سبک نیروهای مسلح اوکراین هستند. نیروهای دفاع سرزمینی پس از سازماندهی مجدد گردان‌های دفاع سرزمینی، شبه‌نظامیان داوطلبی که در طول جنگ در دونباس تحت فرماندهی وزارت دفاع ایجاد شدند، تشکیل شدند. واحدهای دفاع سرزمینی از سال ۲۰۱۵ تا ۲۰۲۱ به صورت نیمه‌سازمان‌یافته وجود داشتند تا اینکه در سال ۲۰۲۲ رسماً در یک سپاه متحد سازماندهی شدند که شاخه جداگانه‌ای از نیروهای مسلح اوکراین را تشکیل دادند.
این واحد توسط هسته‌ای از نیروهای ذخیره پاره وقت، اغلب کهنه سربازان سابق جنگی، تشکیل می‌شود و در موارد جنگ می‌تواند گسترش یابد تا داوطلبان غیرنظامی محلی برای دفاع محلی را نیز شامل شود، در صورت بسیج گسترده، انتظار می‌رود که این هسته، داوطلبان بسیج شده را رهبری کند. نیروهای دفاع سرزمینی بطور رسمی با آغاز حمله روسیه به اوکراین در سال ۲۰۲۲ فعال شد و تا ماه مارس بیش از ۱۰۰۰۰۰ غیرنظامی در این یگان داوطلب شده بودند. لژیون بین‌المللی دفاع سرزمینی اوکراین، که توسط داوطلبان خارجی تشکیل شده بود، تا سال ۲۰۲۳ بخشی از نیروهای دفاع سرزمینی بود.